# (38190) 1999 KU14
1999 KU14 (asteroide 38190) é um asteroide da cintura principal. Possui uma excentricidade de 0.16928840 e uma inclinação de 3.15907º.
Este asteroide foi descoberto no dia 18 de maio de 1999 por LINEAR em Socorro.